# Fernando Iniestra Astudillo
Fernando Iniestra Estudillo es un pelotari mexicano. Durante el Campeonato del Mundo de Pelota Vasca de 1986 y el Campeonato del Mundo de Pelota Vasca de 1990 ganó la medalla de plata en la especialidad de pala corta y paleta cuero junto a José Antonio Musi Chaya. Durante los Juegos Olímpicos de Barcelona 1992 obtuvo la medalla de plata en paleta cuero y pala Corta, la primera al lado de Luis Alberto Mercadillo Muñiz,Roberto Iniestra Estudillo José Antonio Musi Chaya y Pedro Aguirre Lesaca y la segunda junto con Arturo Medina Alanís y José Antonio Musi Chaya.